# El señor de las moscas (película de 1963)
El señor de las moscas o Lord of the Flies es una película de 1963 adaptada de la novela del mismo nombre de William Golding. Fue dirigida por el director de teatro Peter Brook y producida por Lewis M. Allen, conocido por producir películas basadas en novelas modernas y clásicas. La película estuvo en producción durante todo el año 1961, aunque no fue presentada hasta 1963. 
Peter Brook fue nominado para la Palma de Oro en Festival Internacional de Cine de Cannes de 1963.